# Kerstin Key
Kerstin Elisabeth Maria Key, född 3 april 1871 på Ryestad, Korsberga socken, Småland, död 20 juli 1953 i Stockholm, var en svensk konsthantverkare och socialarbetare.
Kerstin Key var dotter till överstelöjtnant Carl Emil Georg Key, syster till Leonhard Key och brorsdotter till Axel Key. Efter att ha genomgått Graffmanska skolan i Växjö studerade hon vid Tekniska skolan i Stockholm 1888–1891 och 1894–1895 vid Nääs slöjdseminarium. Key studerade konsthantverk och socialt arbete i Tyskland, Storbritannien och Italien med flera länder. 1889–1899 förestod hon en arbetsstuga för barn vid Nybergsgränd i Stockholm, och 1893 flyttade den till Stockholms arbetarehem. 1892 inrättade hon en kindergarten, då en nyhet i Stockholm. 1894–1906 drev hon även en egen skola för Slöjd och Konstslöjd. 1905 köpte Kerstin Key tillsammans med en släkting en liten gård i Stjärnorps socken där hon fram till 1917 drev semestervistelse för mindre bemedlade självförsörjande kvinnor. 1910–1914 var hon ordförande i arbetsutskottet för Östergötlands läns hemslöjdsförening, och bodde då i Linköping. Under senare delen av livet var hon främst verksam som konstslöjds- och hushållsexpert. 1919–1935 tillhörde hon Industriförbundets kommitté för standardisering av byggnadsmateriels avdelning för köksinredning. Under denna tid anordnade hon köksutställningar på olika håll i Sverige, även vid ett tillfälle i Helsingfors. Key medverkade i tidningar och tidskrifter, oftast i Husmodern och utgav en rad böcker, bland vilka Amatörbokbinderi (1916, 4:e upplagan 1929), Hjälp dig själv (1917, 4:e upplagan 1938), Hemvård (1939) och Korta råd för hemmets vård (1943) hade störst framgång.